# Tilly Talboom-Smits

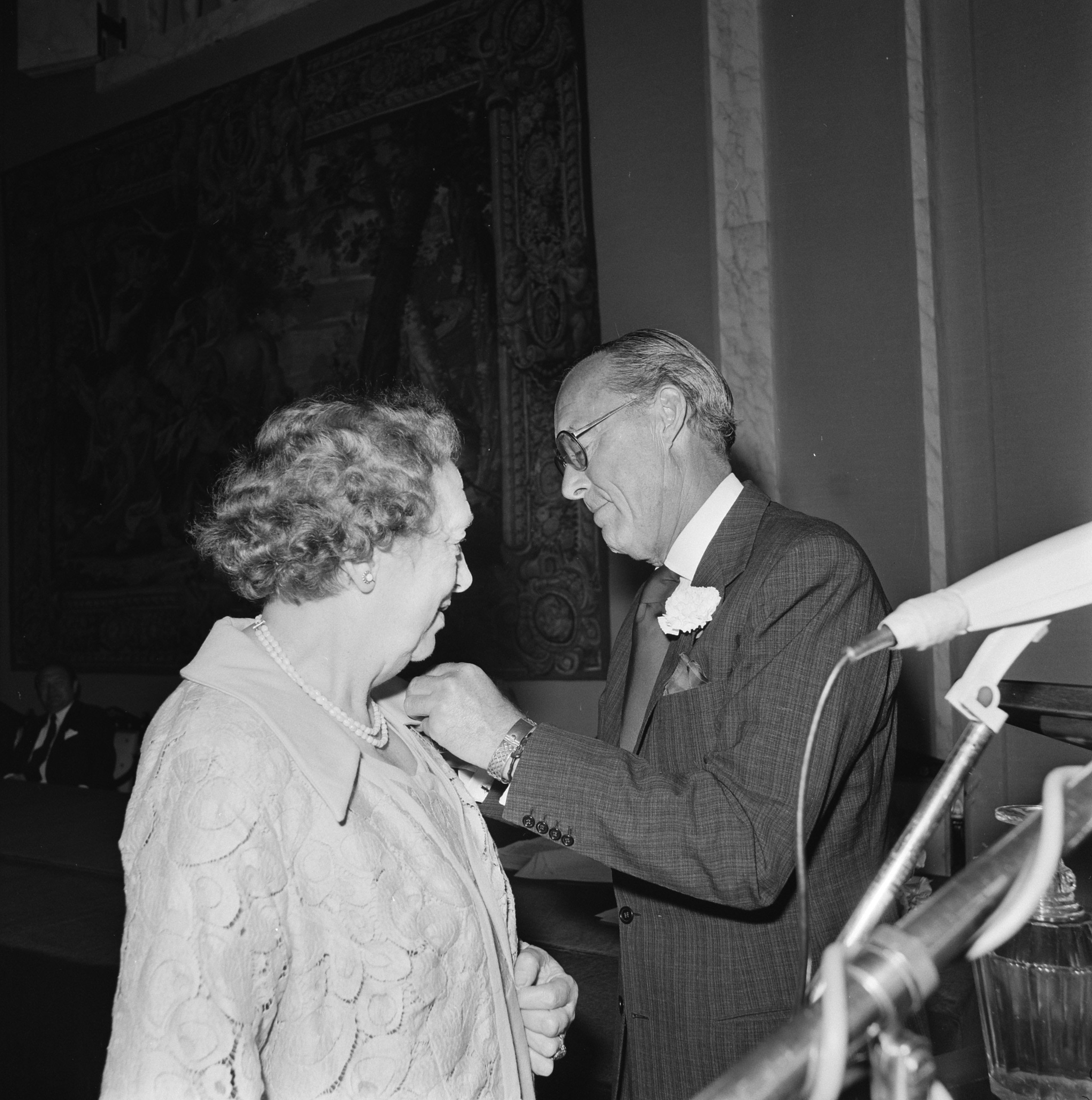
Tilly Talboom-Smits krijgt Zilveren Anjer uitgereikt, 1973

Hendrika Louisa Mathilda Charlotta (Tilly) Talboom-Smits (Den Haag, 15 september 1902 –  Voorburg, 12 juni 1978) was een Nederlandse pianolerares, alsmede oprichtster en leidster van het Hofstads JeugdOrkest in Den Haag, het allereerste jeugdorkest ter wereld.

## Biografie
Tilly Smits werd in 1902 geboren in Den Haag. In 1926 trouwde ze met Cornelis Talboom. Het echtpaar kreeg twee zonen. Zoon Loet werd paukenist bij het Rotterdams Philharmonisch Orkest.
Ze deed de opleidingen piano en piano-onderwijs aan het Koninklijk Conservatorium voor Muziek in Den Haag. Na haar eindexamen richtte zij met enkele conservatoriumstudenten een orkest op, dat onder haar leiding uitgroeide tot een jeugdsymfonieorkest. Op 14 april 1923 vond het eerste concert plaats in theater Diligentia aan het Lange Voorhout. In de beginjaren trad het orkest op onder de naam Euterpe, verwijzend naar hun eerste repetitieruimte in het gebouw van het symfonieorkest Euterpe. In 1930 werd de naam gewijzigd in Hofstads JeugdOrkest. Het orkest repeteerde toentertijd in verschillende Haagse scholen, onder andere aan de Reaumurstraat en de Galvanistraat. In 1933 vond ter gelegenheid van het 10-jarig bestaan een jubileumconcert plaats in Pulchri Studio.
Talboom-Smits stelde dat ieder kind dat een orkestinstrument bespeelde welkom was, zonder onderscheid in rang of stand. Haar filosofie was gericht op het plezier van samen muziek maken. Ze koos vaak voor uitdagende stukken, zoals symfonieën van Beethoven, met als doel kinderen bekend te maken met deze werken.

### Zakelijk leider

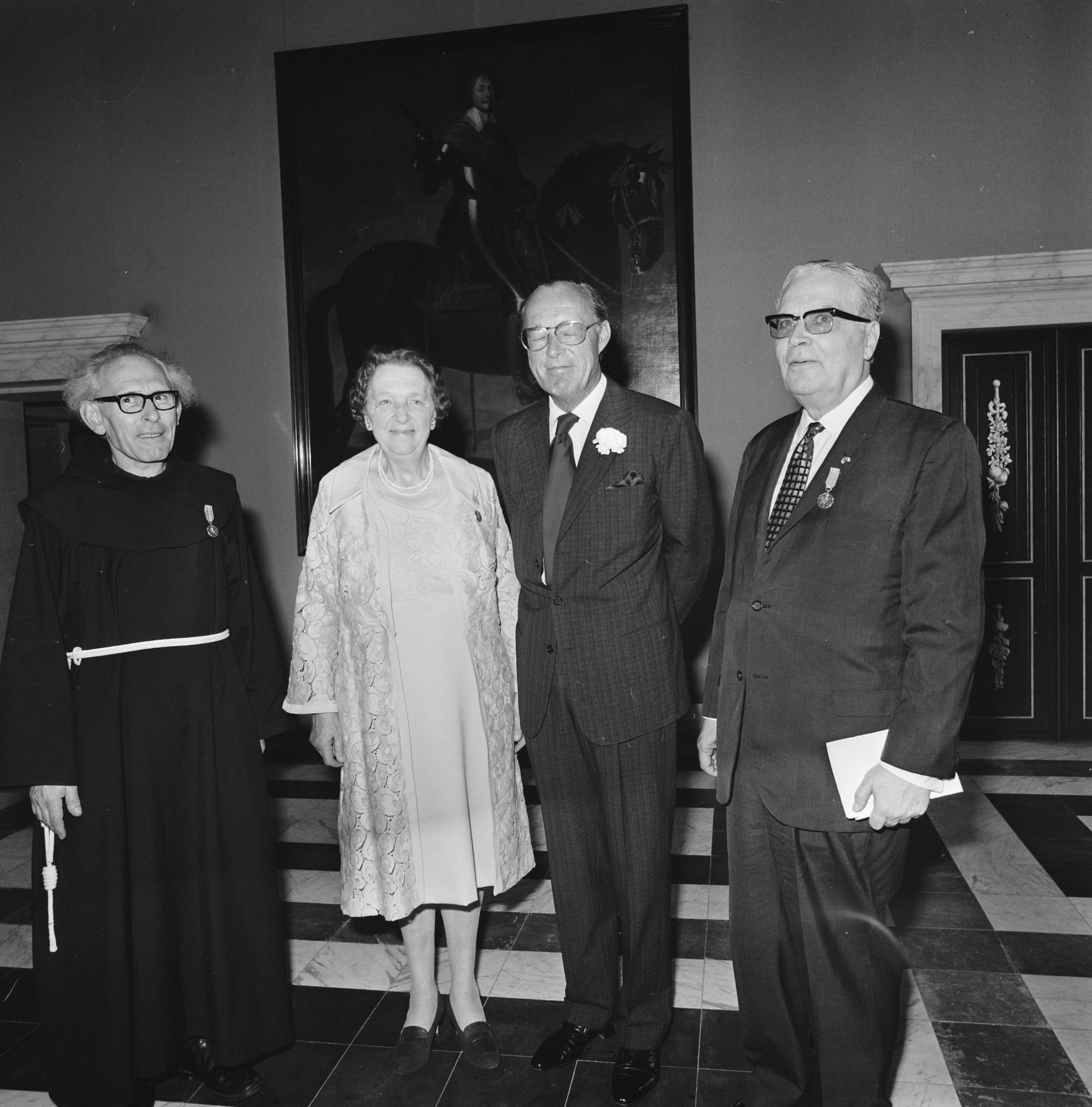
Prins Bernhard reikt de Zilveren Anjers uit in het Paleis op de Dam, 1973. V.l.n.r. Pater Remigius Dieteren, Tilly Talboom-Smits, prins Bernhard en Cola Debrot.

Talboom-Smits was tevens zakelijk leider van het orkest. In 1958 werd een ouderbestuur opgericht en werd Hofstads JeugdOrkest officieel een stichting, met als doel het voortbestaan van het jeugdorkest te waarborgen. In 1962 overleed haar echtgenoot. Een jaar later, na het veertigjarig jubileum, legde Talboom-Smits haar dirigeerstok neer. Ter ere van Talboom-Smits werd de naam van de stichting veranderd in “Tilly Talboom Stichting Hofstads Jeugdorkest”. Ze bleef nog vijf jaar als adviserend directrice betrokken bij het orkest. 
Talboom-Smits overleed in 1978. Ze werd gecremeerd in Rijswijk. Nog steeds verzorgt het jeugdorkest jaarlijks het TTS (Tilly Talboom-Smits)-concert.

## Onderscheidingen
- Medaille in de Orde van Oranje-Nassau in Goud (KB 29 april 1953, no 12)[11]
- ANV-Visser Neerlandiaprijs, 1970[12]
- Zilveren Anjer, 1973[13]
- Eredirigent – Gouden Knoop, Hofstads JeugdOrkest, 2023[14]